# Nephodia contecta
Nephodia contecta là một loài bướm đêm trong họ Geometridae.